# Alison Wylie
Alison Wylie (Swindon, 1954) es una arqueóloga y filósofa británico-canadiense. Es profesora en la Universidad de Columbia Británica.
Wylie se especializó en epistemología, investigación ética, y feminismo en las ciencias sociales, particularmente arqueología y antropología.

## Biografía

### Primeros años de vida y educación
Nacida en Swindon, Inglaterra, Wylie se mudó a Canadá con su familia y allí obtuvo su graduado de la Universidad Mount Allison en 1976. En 1979 estudió un máster en Antropología en la Universidad de Binghamont, y en 1982 terminó su tesis doctoral titulada Positivismo y la nueva arqueología.

### Carrera académica
Wylie Ha trabajado en la Universidad de Ontario Occidental (1985–1998), Universidad Washington en San Luis (1998–2003), Universidad de Columbia (2003–2005), y en la Universidad de Washington (2005–2017). También ha trabajado como profesora visitante en la Universidad Nacional Australiana, la Universidad de Reading, laUniversidad de Stanford, la Escuela de Estudios Superiores en Ciencias Sociales en París, la Universidad de California en Berkeley, la Universidad de Nueva York, la Universidad de Denver, y la Universidad de Durham. Actualmente es profesora en el departamento de filosofía de la Universidad de Columbia Británica.
Wylie recibió un premio de Reconocimiento Presidencial del SAA (Sociedad para la Arqueología Americana) en 1995; fue nombrada Filósofa Distinguida del año por la Sociedad de Mujeres en Filosofía en 2013; y fue elegida para servir como presidenta de la Asociación de Filosofía de la Ciencia de 2019 a 2020.